# Iochroma parvifolium
Iochroma parvifolium là loài thực vật có hoa trong họ Cà. Loài này được (Roem. & Schult.) D'Arcy mô tả khoa học đầu tiên năm 1993.